# Triisodon
Triisodon is een geslacht van uitgestorven carnivore hoefdierachtigen en dit dier leefde tijdens het Vroeg-Paleoceen in Noord-Amerika. Triisodon is de naamgever van de familie Triisodontidae.

## Fossiele vondsten
Fossielen van Triisodon zijn gevonden in de Nacimiento-formatie in het San Juan-bekken in de Amerikaanse staat New Mexico. De vondsten dateren uit het begin en het midden van de North American Land Mammal Age Torrejonian. Er zijn in de jaren tachtig van de negentiende eeuw door Edward Drinker Cope twee soorten beschreven, T. quivirensis en T. crassicuspis. Van T. crassicuspis werd in 2015 een gedeeltelijke schedel met grote delen van het gebit en delen van het opperarmbeen, spaakbeen en ellepijp gevonden.

## Kenmerken
Triisodon was een van de grootste zoogdieren tijdens het Vroeg-Paleoceen in Noord-Amerika. Het was een krachtig gebouwd dier met een grote kop. T. quivirensis had met een gewicht van meer dan negentig kilogram het formaat van een kleine zwarte beer. T. crassicuspis was kleiner en deze soort had met een geschat gewicht van 32 tot 44 kg het formaat van een grijze wolf of gestreepte hyena. Triisodon had krachtige kaken en het gebit had meer dan bij de andere triisodonten aanpassingen voor een carnivoor dieet met grote hoektanden met scheurvlakken, maar de kiezen waren niet gereducereerd en er waren geen scheurtanden zoals bij hypercarnivoren. De poten waren kort met robuuste, gespierde voorpoten die enigszins aangepast waren om te graven.